# ブレインチケット
ブレインチケット（Brainticket）は、1970年代初頭に最も活発に活動したヨーロッパのエクスペリメンタル・ロックバンドである。

## 概要
エキゾチックな楽器の使用とジャズにインスパイアされたアヴァンギャルドな作風で知られている。ベルギー出身ののリーダー、ヨエル・ヴァンドローゲンブローク（Joel Vandroogenbroeck）が2019年に死去しバンドの活動が終了するまで、バンドの結成から在籍していた唯一のメンバーであった。
バンドは2000年代にもコンサートを行い、アルバムをリリースし続けた。

## 歴史
ブレインチケットはヨエル・ヴァンドローゲンブローク（Joel Vandroogenbroeck、1938年8月25日ブリュッセル生まれ、2019年12月23日没)  によって設立された。 15歳で「最年少のジャズピアニスト」としてアート・テイタム賞を受賞し、ブリュッセル万国博覧会でのクインシー・ジョーンズ・オーケストラやローマのRAI交響楽団との共演など、ヨーロッパやアフリカをツアーした。 1960年代後半まで、ヴァンドルゲンブロークはまだジャズを演奏していたが、ドイツのクラウトロック・アーティスト、アモン・デュールII、カン、タンジェリン・ドリームに新しいインスピレーションを見出した。これらのグループの影響下で、ジョエルと英国のギタリスト、ロン・ブライアー (ベリー・ウィンドウ & ザ・ムーヴメントでバンドルーゲンブロークに会う前は、ルース・エンド、カール・ダグラス・セット、ビッグ・ホイールで演奏していた) は、ドラマーのヴォルフガング・パープを採用し、トリオを結成し、ブレインチケットを結成した 。
グループの1971年のデビューアルバム『Cottonwoodhill』は、英国のボーカリスト、ドーン・ミュール（Dawn Muir）をフィーチャーした。コットンウッドヒルは、幻覚剤との関連性についてすぐに論争に巻き込まれた。ヴァンドローゲンブルークの嫌悪感は大きかったが、このアルバムには、「このレコードを聴くのは1日1回のみにして下さい、あなたの脳は破壊されるかもしれません」という警告ラベルが付いていた。アルバムは米国を含むいくつかの国で発売禁止となった。
ブライアーのイギリスへの帰国（その後の死）に続いて、ヴァンドルゲンブロークはイタリアに移り、キャロル・ミュリエルというアメリカ人女性と出会いました。スイスのミュージシャン、ギタリストのロルフ・フグとベーシストのマルティン・ザッハー、そしてパーカッショニストのバーニ・パルムが参加し、1972年に当時イタリアとドイツで発行された『Psychonaut』をリリースした。このアルバムは、ユニークで進歩的な音を保ちつつ、前作よりも親しみやすく歌心あふれるものと評されている。
アカデミー賞を受賞した映画作曲家のビル・コンティ(「ロッキー」) とのロック・オペラ・コラボレーション『Orfeo9』が続き、ヴァンドローゲンブルーク、ミュリエル、パルムはエジプトの死者の書に基づいた新しいアルバムの作業を開始した。アルバム『Celestial Ocean』は、エジプトの王たちが砂漠からピラミッドまで、時空を超えて旅をした後の体験を語っている。 1973年にリリースされたこのアルバムは、決定的な作品として歓迎された。バンドは、新しいバンド・メンバーであるシンセサイザープレーヤーのヴィルヘルム・ゼーフェルトと共にツアーを成功させた
1970年代半ばにバリへの旅行から戻った後、ヴァンドローゲンブルークはミュリエル、ゼーフェルト、パルムとのコラボレーションを続けた。さらに2枚のアルバム (1980年の『Adventure』と1982年の『Voyage』 ) が続き、ヴァンドローゲンブルークがグループを解散した。その後、ドイツのレーベル「Coloursound」のために一連のレコーディングを行い、アンビエントミュージックやムード・ミュージックの映画やテレビ・ドキュメンタリーを制作した。 『Industrial Retrospect』『Computer Blossoms』『Mesopotamia Egyptなどのタイトルが、1970 年代後半から1980年代前半にかけて発表された。これらのセットの1つである1980年代のSFをテーマにしたバイオメカノイドには、有名なデザイナーH・R・ギーガーによるアートワークが含まれていた。アルバムのいくつかは、匿名で、または VDB Joel、JVDB、Eric Vann などのペンネームでリリースされた
1983年、ブレインチケットは、リリコンとシンセサイザーでヴィリー・ゼーフェルト、ハンス・デイセンロート、ブルーノ・スポエリと再会し、チューリッヒで開催されたシンポジウム「コンピューター・アンド・ミュージック」でコンサートを行った。 1985年、ブレインチケットはヴァンドルゲンブローク、ゼーフェルト、ハンス・デイセンロート、歌手のステファニー・ヴォルフが演奏したチューリッヒでのライブコンサート、ニューエイジ・コンサートのカセットをリリースした
ヴァンドローゲンブルークは、2000年のアルバム『Alchemic Universe』でキャロル・ミュリエルとランス・ブンダと共にブレインチケットのバンド名を復活させた。彼はクレオパトラ・レコードと組んで、史上初のブレインチケット・ボックス・セットであるヴィンテージ・アンソロジー1971-1980をリリースした。
2011年 8月、ヴァンドローゲンブルークが率いる新しく結成されたラインナップがドイツのプログレッシブ ロック・バンド「ネクター（Nektar）」とツアーを行い、2011年8月17日にニューヨーク市のBB King's で、ブレインチケットが最初のアメリカ コンサートを行った。 ブレインチケットの音楽への関心がこれまで以上に高まり、2013年にはホークウィンドの創設メンバーであるニック・ターナーとの別のツアーが計画された。このツアーには、ドイツのインダストリアル・バンド「ディ・クルップス」のユルゲン・エングラー（Jürgen Engler）と、英国のパンクバンド「U.K.サブス」のニッキー・ガラット（Nicky Garratt）とジェイソン・ウィラー（Jason Willer）がヴァンドローゲンブルークに同行した。バンドは、2013 SXSW フェスティバルにも出演した。
ヨエル・ヴァンドローゲンブルークは、2019年12月23日にメキシコのグアダラハラにて、81歳でこの世を去った。

## ディスコグラフィー

### スタジオ・アルバム
| 年   | タイトル               |
| ---- | ---------------------- |
| 1971 | Cottonwoodhill         |
| 1972 | Psychonaut             |
| 1974 | Celestial Ocean        |
| 1980 | Adventure              |
| 1982 | Voyage                 |
| 2000 | Alchemic Universe      |
| 2015 | Past, Present & Future |

### ライヴ・アルバム
| 年   | タイトル          |
| ---- | ----------------- |
| 1985 | New Age Concert   |
| 2011 | Live in Rome 1973 |

### コンピレーション・アルバム
| 年   | タイトル                          |
| ---- | --------------------------------- |
| 2011 | The Vintage Anthology 1971 - 1980 |